# Baía do Brunei
A Baía do Brunei (malaio: Teluk Brunei) fica na costa noroeste da ilha de Bornéu, em Brunei e na Malásia.
É a porta de entrada oceânica, no Mar da China, para o distrito de Temburong no Brunei. É uma baía muito acidentada, com uma área de aproximadamente 250.000 hectares (cerca de 50.000 no território de Brunei), compartilhada entre o distrito de Darussalam e os estados da Malásia de Sarawak e Sabah. Uma cadeia de ilhas, incluindo a grande ilha malaia de Labuan, forma a fronteira entre a baía e o mar da China Meridional.